# Búvár

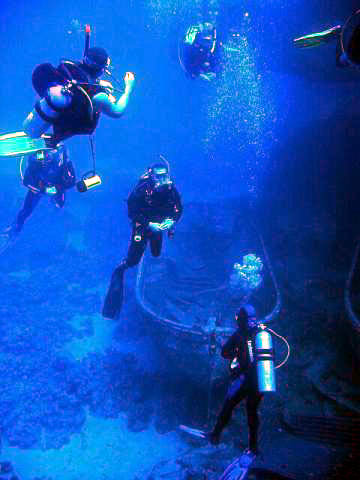

Búvár olyan  ember, aki a víz alá lebukva tevékenykedik. Mára a búvárkodás  részben foglalkozássá (ipari búvár), részben a hétköznapi ember számára is elérhető technikai sporttá vált.

## A búvár mint sportoló
A Magyar Búvár Szakszövetség Merülési szabályzata szerint a búvármerülés (merülés) az, "amikor a búvárminősítéssel rendelkező vagy képzés alatt álló személy a víz felszíne alá merül és ott különféle tevékenységet végez. Légzőkészülékes az a merülés, amelynél a búvár légzőkészülékkel felszerelve merül. Légzőkészülék nélküli (vagy szabadmerülés) az a merülés, amelynél a búvár lélegzetét visszatartva merül."

## Az ipari búvár
A FEOR-08-ban 7911 Ipari búvár az a személy, aki víz alatti lélegzőkészülék segítségével a víz felszíne alatti munkákat végez, különféle berendezések és szerkezetek vizsgálata, felszerelése, javítása és eltávolítása, vizsgálatok és kísérletek elvégzése, robbanóanyagok elhelyezése, szerkezetek vagy a tengeri élővilág lefényképezése, illetve eltűnt tárgyak és személyek felkutatása céljából.
A kedvtelési célú búvároktól eltérő képzettségű ipari búvárok tehát munkavégzés céljából merülnek akár nagyon rossz körülmények között is. Ipari búvárok dolgoznak az építkezéseknél vagy olajfúró-kutaknál, a más jellegű tevékenység teljesen más jellegű felszerelést követel meg. Az ő képzésük más rendszerben történik, Magyarországon jelenleg tevékenységüket szabvány szabályozza, az ipari búvár végzettség elnevezése pedig közlekedési és vízépítési búvár.[forrás?]

## A búvárszervezetek és a búvárképzés
Az 1930-as években a kedvtelési célú szabadtüdős és készülékes búvárkodás bölcsője kétségkívül Franciaország mediterrán partjainál ringott. Az ún. könnyűbúvársport az elmúlt években több millió ember szenvedélyévé vált világszerte, sokoldalú szabadidős és turisztikai ágazattá válva. A légzőkészülékes búvárkodás alapismereteit általában búváriskolában, tanfolyamon sajátítják el a jelöltek. A tanfolyamokat valamely búvárszervezet előírásai szerint bonyolítják le az egyes iskolák, ezért vannak bizonyos különbségek a különféle alapfokú tanfolyamok között, de mivel az alapvető élettani és egyéb ismeretek megegyeznek, ezért pusztán az oktatási rendszer alapján nem szerencsés különbséget tenni tanfolyam és tanfolyam között. A búvárszervezetek között vannak nonprofit és üzleti alapon működők is. A legismertebb nemzetközi szervezetek mellett magyar alapítású cég is dolgozik a hazai piacon. Ám ezen jellemzők sem befolyásolják az oktatás színvonalát, vagy a tanfolyam árát, tehát bármely rendszert választva hasonló képzésre és költségekre számíthat a búvárkodni vágyó. Éppen ezért javasolják, hogy a tanfolyamot kínáló oktatókat végigjárva, felkészült és szimpatikus oktatót kell választani, nem pedig búvárrendszert. 
A tanfolyam hossza jellemzően 5-15 nap lehet, elméleti, uszodai (védett vízi) és nyílt vízi blokkból áll. A meghatározott tananyag elsajátítása, és a víz alatti feladatok sikeres végrehajtása után válik a jelöltből vizsgázott búvár. Ezt igazolja a tanfolyam végén kapott arcképes búvárkártya, amelynek birtokában bárhol a világon merülhet a búvár képzettségének megfelelően. Az alapképzettséggel rendelkező búvárnak ugyanis csak az oktatási rendszer által meghatározott mélységig javasolják a merülést. Ez jellemzően 18 méteres mélység szokott lenni (például a PADI, NAUI, UEF rendszerekben is ennyi, míg az európai szabvány szerinti EN 14153-2 "Önálló búvár" képzettség leírásában 20 méteres ajánlás szerepel). 
A búvár továbbképzésben is részt vehet az alaptanfolyam után, tehát többek között mély-, roncs-, barlangi és egyéb merülésekre szerezhet képesítést. A későbbiekben a megfelelő tanfolyamok és merülési tapasztalat birtokában kezdhet bele a hivatásos búvári tanfolyamba. A hivatásos búvár merülést vezethet, majd az oktatói végzettség megszerzése után búvárokat képezhet. Természetesen a búvároktató azon búvárszervezet előírásai szerinti tanfolyamot tarthat meg, amilyen rendszerben maga is megszerezte oktatói minősítését.
A kedvtelési búvár több speciális merülési típus ismereteit sajátíthatja el különféle tanfolyamokon, így megismerkedhet a mélymerülés, a barlangi merülés, a roncsmerülés stb. alapjaival. A búvártevékenységek minden ágát (kedvtelési búvárkodás, búvársport, tudományos munka stb.) igyekszik összefogni a CMAS, a búvárok világszövetsége. A CMAS saját búvároktatási rendszerében is képez kedvtelési búvárokat. A legismertebb és minden bizonnyal legtöbb búvárt képző rendszer az amerikai PADI, de ismert amerikai bázisú szervezet a NAUI, az SSI, a TDI/SDI, az IANTD, a NASE, a PDIC is. Szintén nagyon elismert az angol BSAC. Európában több helyen működnek elsősorban az adott országokban képző szervezetek – Magyarországon a saját oktatási rendszert kialakító Víz alatti Felfedezők Szövetsége (UEF) dolgozik magyar alapítású búvárszervezetként –, de ugyanúgy nemzetközileg elismert búvárigazolványt adnak ki ők is. A magyarországi búvártevékenység szabályozásában jelentős szerepe van a Magyar Búvár Szakszövetségnek (MBSZ) is, ami a CMAS tagszervezete. Szintén CMAS tagszervezet a UEF.

## A búvár felszerelése
A légzőkészülékes búvárkodás, mint technikai sport, csak megfelelő felszerelés birtokában űzhető. A búvárfelszerelés ára széles tartományon belül mozoghat, de az tény, hogy egy teljes búvárfelszerelés mindenképpen több százezer forintos értéket képvisel. Sokan választják ezért a fokozatos beszerzés útját, a búvárturizmus ugyanis fel van készülve a felszerelés nélkül utazó búvárokra, és gyakorlatilag mindenhol lehetséges a búvárfelszerelés bérlése.
A kedvtelési légzőkészülékes búvár jellemző felszerelési tárgyai: búvármaszk, légzőcső (sznorkel), uszony, búvárruha, búvárkomputer (esetleg mélység- és időmérő), reduktor (nyomáscsökkentő, légzőautomata), palack, búvármellény, búvárkés, ólomöv és ólmok. A hazánkban gyakran elterjedt búvárszemüveg, pipa, békatalp elnevezéseket búvárkörökben nem használják. A búvárszemüveg fogalmilag is hibás, mivel a búvár maszkja az orrot is magában foglalja, enélkül a merülés nem lenne lehetséges, mivel a nyomás nem lenne kiegyenlíthető a szem előtti légtérben. Szintén hibás, amikor kedvtelési búvár esetében oxigénpalackról beszélnek, ugyanis a búvárok palackjában sűrített levegő van.

## Jelzések

### Kötéljelzések
Többek közt ipari és ipari jellegű búvármunkáknál alkalmazzák.
| Jelzés                  | Értelmezés                                                      |
| ----------------------- | --------------------------------------------------------------- |
| 1 rántás a jelzőkötélen | - Minden rendben: Ezt a jelzést időnként meg kell ismételni a búvárnak, hogy a felszínen a merülésvezető tájékoztatott legyen. - Másik jelentése: Figyelmeztető, ezután minden esetben jön még valami.                                                                |
| 1 + 2 rántás            | Kevés a levegő                                                  |
| 1 + 2 + 1 rántás        | Sok a levegő                                                    |
| 3 rántás                | Veszély; csak a búvár adhatja és figyelmeztető jel előtte nincs |
| 1 + 4 rántás            | Menj jobbra vagy Jobbra megyek                                  |
| 1 + 4 + 1 rántás        | Nem tudok jobbra menni vagy Ne menj jobbra!                     |
| 1 + 5 rántás            | Menj balra vagy Balra megyek                                    |
| 1 + 5 + 1 rántás        | Nem tudok balra menni vagy Ne menj balra!                       |
| 1 + 6 rántás            | Feljövök vagy Gyere fel!                                        |
| 1 + 6 + 1 rántás        | Nem tudok felmenni vagy Ne gyere fel!                           |
| 1 + 7 rántás            | Emelheted a tárgyat vagy Emeljük a tárgyat!                     |
| 1 + 8 rántás            | Süllyesztheted a tárgyat vagy Süllyesztjük a tárgyat!           |

Ha a búvár elakadt, 3 rántás jelzést nem használhatja csak az 1 + 6 + 1 (nem tudok feljönni) jelzést. A táblázatban szereplő kötéljelzésektől el lehet térni, ha a merülés megkezdése előtt az egyedi kötéljelzéseket megbeszélik, kivéve a veszélyjelzést.

### Kézjelzések
Jó látásviszonyok esetén (főként kis mélységben végzett munka esetén) kézjelek is alkalmazhatóak, amelyeket a merülőpároknak előzetesen meg kell beszélniük.
| Jelzés                              | Értelmezés |
| ----------------------------------- | --- |
| Minden rendben, értettem            | Hüvelyk- és mutatóujj O alakban összecsukva, a három másik ujj kinyújtva.                                             |
| Vészjelzés                          | Fölfelé tartott, ökölbe szorított tenyérrel, előre fordított karral jobbra-balra lengetés.                            |
| Nincs rendben                       | Előrenyújtott, széttárt, kinyújtott ujjú kézzel a kéz jobbra-balra forgatása.                                         |
| Tiltó figyelmeztetés                | Feltartott mutatóujjal a kéz mozgatása.                                                                               |
| Én, te, ez, az                      | Kinyújtott mutatóujjal személyre, tárgyra való rámutatás, mely jelzés arra a személyre vagy tárgyra vonatkozik.       |
| Felmegyek, menj fel, felfelé        | Felfelé mutató hüvelykujjal iránymutatás, a többi ujj ökölbe zárva; ha két kézzel mutatja, akkor a felszínig jelenti. |
| Lemegyek, menj le, lefelé           | Lefelé mutató hüvelykujjal iránymutatás, a többi ujj ökölbe zárva; ha két kézzel mutatja, akkor a fenékig jelenti.    |
| Maradj/Maradok azon a szinten       | Előrenyújtott kézzel, összezárt ujjakkal, lefelé fordított tenyérrel a kar jobbra-balra mozgatása.                    |
| Nézz hátra                          | A hüvelykujjal hát mögé mutatása, a többi négy ujj ökölbe zárva.                                                      |
| Gyere ide                           | Nyitott, befelé fordított tenyérrel, nyújtott ujjakkal a kar közelítése és távolítása.                                |
| Görcsöt kaptam                      | Előrenyújtott lefelé fordított, ökölbe zárt kéztartás.                                                                |
| Elfáradtam                          | Egy pontba összezárt, felfelé fordított ujjakkal való kéztartás.                                                      |
| Fázom, át vagyok fázva              | A mellen keresztben tartott karok kinyújtott ujjakkal, befelé fordított kéztartás.                                    |
| Elfogyott a levegőm                 | A nyakrészen nyitott tenyérrel jobbra-balra mozgatás.                                                                 |
| Levegőt kérek, adj át levegőt       | Hüvelykujjal és mutatóujjal a csutorára való rámutatás.                                                               |
| Nem tudok tartalékot nyitni         | Felfelé tartott csuklóval-, betört ököllel való kézforgatás.                                                          |
| Tartalék levegőn vagyok             | Ökölbe szorított jobb kéz a jobb fül mellett, ujjak előre néznek.                                                     |
| Fáj a fülem (nem tudok egyenlíteni) | A mutatóujj rámutat a fülre.                                                                                          |
| Egyenlítek                          | A hüvelykujj a fülre mutat, a többi ujj nyit-zár, tenyér előre néz.                                                   |
| Szédülök                            | A mutatóujj és a középső ujj nyitva, a többi zárva, körkörös mozgás a fej mellett.                                    |
| Hal                                 | Előrenyújtott, összezárt ujjakkal, függőlegesen fordított tenyérrel való jobbra-balra lengőmozgás.                    |
| Veszélyes hal                       | A mutató és középső ujjal V alakban való jelzés.                                                                      |

### Hangjelzések
A merülésvezető és a merülő búvár(ok) gyakran használnak hangjelzéseket figyelemfelkeltésre. Erre szolgál például a búvár duda (búvárkürt) ami a búvárpalackban lévő levegő segítségével egy hangos víz alatti kürt hangot ad ki.
Hagyományos módokon, például a búvárpalack megkocogtatásával is képesek a búvárok éles, magas hangokat kiadni, amivel felkelthetik a merülésvezető, vagy a merülő társuk figyelmét.

## A legnépszerűbb búvár úti célok
A hazai búvárok jelentős része édesvizekben szerzi első tapasztalatait. Ismertebb helynek számít a dorogi, gyékényesi, hegyeshalmi tó. Szintén népszerűek az ausztriai édesvizes tavak.
A magyar búvárok két legkedveltebb úti célja a horvát Adria és a Vörös-tenger egyiptomi partszakasza. Az Adria, mint a Földközi-tenger egyik melléktengere, kevésbé látványos élővilággal és hűvösebb vízzel büszkélkedhet, viszont a sok hajóroncs számos búvárt vonz. A viszonylagos közelsége és autóval való megközelíthetősége sokat nyom a latban, viszont az utóbbi években szigorított merülési feltételek miatt drágább lett a búvárok számára. A Vörös-tenger világszerte népszerű úti cél, a magyar búvárok számára a legkönnyebben, legolcsóbban elérhető meleg vizű tenger. Bár az élővilág állapota a részben a búvároknak köszönhető környezetkárosítás miatt fokozatosan romlik, még ma is számtalan érdekességet kínál a búvároknak. A Vörös-tengeren népszerű lehetőség az ún. búvárszafari, amikor a búvárok a túra teljes ideje alatt egy hajón laknak, onnan indulnak merülésre. Ilyen módon távolabbi helyek is elérhetőek, és több merülés hajtható végre.
Az utóbbi években népszerűvé váló ázsiai úti célok (Indonézia, Thaiföld, Maldív-szigetek, Malajzia, Fülöp-szigetek) mellett a Karib-tenger térsége és az ausztráliai Nagy-korallzátony a legismertebb és legkedveltebb úticél.